# Rhoicissus sericea
Rhoicissus sericea là một loài thực vật hai lá mầm trong họ Nho. Loài này được (Eckl. & Zeyh.) Planch. miêu tả khoa học đầu tiên năm 1887.